# DRAGON QUEST -ダイの大冒険- の呪文・技
DRAGON QUEST -ダイの大冒険- の呪文・技（ドラゴンクエスト ダイのだいぼうけん のじゅもん・わざ）では、三条陸（原作）と稲田浩司（作画）による漫画（およびそれを原作とするアニメ）『DRAGON QUEST -ダイの大冒険- 』に登場する架空の呪文（魔法）および必殺技の一覧を取り上げる。
なお、この作品のもとになったRPG作品の『ドラゴンクエストシリーズ』と本作の両者に登場する呪文については、ドラゴンクエストシリーズの呪文体系を参照。

## 概要
本作には、ゲームのドラゴンクエストシリーズで登場したさまざまな呪文（魔法）や特技が登場する。
本作オリジナルの呪文や特技のうち、一部はゲーム作品にフィードバックするものも生まれた。また、一部の技は、フィードバックではないが、後に同様の技名が登場しているものも存在する。

## 呪文
ゲームに登場した呪文のみならず、本作オリジナルの呪文も多数登場した。バトル漫画でもある本作ではストーリーや戦闘の魅力を削ぐ要因になるとの理由から、ゲーム作品に登場した一部の蘇生呪文・回復呪文や、補助系の呪文はほとんど使用されなかった（回復呪文・補助呪文も参照）。
呪文名の後に ◎ が付いているものは、本作オリジナルの呪文。

### 攻撃呪文
いずれもランクが低い呪文は連発が可能。
メラ系統（火炎系呪文）
メラ・メラミ・メラゾーマの系統となる呪文。ダイ・ポップ・アバン・マトリフ・ハドラー・フレイザードなど、ダイ側・魔王軍側のどちらにも使用者が多く、本作品オリジナルの派生技も多い。物質の分子運動を活性化させ生じた火炎を用いる呪文とされる。ヒャド系呪文や氷を溶かす描写もあった。
呪文ではないが、派生技としてハドラー親衛騎団のヒムが使用したヒートナックルも存在する。
フィンガー・フレア・ボムズ（五指爆炎弾） ◎
正確にはオリジナル呪文ではなく、メラゾーマを指1本から1発ずつ、合計5発を同時に放つ技。禁呪法に近い荒技で、体に大きな負担がかかる。フレイザードの必殺技だが、マトリフ曰く、フレイザードがこの技を好んで使うのは「生死をかえりみない化け物だからできる」との事。ポップも使用したが、当初は一度に3発が限界であり、使用後の負担も大きい。後に一度に5発使えるようになるが、十数発分のメラゾーマの威力を無傷で防いだヒムを目の当たりにし、より強大な呪文を欲してマトリフに師事を仰ぎ、メドローアを伝授されることになる。劇場版のオリジナルキャラクターであるデスカールは、両手で計10発放つバージョンを披露した。
カイザーフェニックス ◎
厳密に言えばオリジナルの呪文ではなくメラゾーマであるが、バーンのそれはあまりにも魔力が高い故に火球の形状を超え、文字通りフェニックスの形（厳密には、そのように見える形状）をしたものである。詳しくはバーン (ダイの大冒険)を参照。終盤では、ポップが直感で魔法力を集中させた指先をカイザーフェニックスの口の中に突き刺し、引き裂いて分解するという離れ業をやってのけた。

ヒャド系統（氷系呪文）
ヒャド・ヒャダルコ・ヒャダイン・マヒャドの系統となる呪文。ポップ・マトリフ・フレイザード・フォブスター・まぞっほ・ノヴァ・レオナなどが使用。
なお、ゲームと異なり本作品でのマヒャド・吹雪で相手を凍り付かせて、防具や体を破壊するための補助の用途で使用する描写がある。また、受けた側が凍り付いて動けなくなる描写や、メラ系呪文や火炎を消す描写もある。物質の分子運動を沈滞化させ、生じた冷気を扱う呪文とされる。
マヒャド
ヒャド系の最上級呪文。マトリフ・フレイザード・ノヴァのみが使用。なお、マトリフが使用したのは、『勇者アバンと獄炎の魔王』でのみ。
メドローア（極大消滅呪文） ◎
正（メラ系）と負（ヒャド系）の熱エネルギーを操作する（＝物質の分子運動を制御する）魔法力を融合しスパークさせることで、触れるもの全てを消滅させる効果を持つエネルギーに変え放つ呪文。メラ系とヒャド系呪文双方の頂点に位置する極大呪文。弓を射るようにして放たれたこのエネルギーのビームが触れたあらゆる物質は原子レベルで崩壊し消滅してしまうため、事実上この呪文を強度で防げる物質は存在しない。アストロン状態や凍れる時間の秘法での時間停止状態やオリハルコンも、この攻撃に耐えることは不可能である。又、メドローアで放つエネルギーのビームは闘気や他の魔法攻撃などのエネルギーも吹き飛ばすことが出来るため、同質のエネルギー（メドローア）以外では攻撃呪文等で迎撃することは出来ない。
その特異な性質から、凍れる時間の秘法（後述）で時間停止している物質を破壊できる唯一の方法でもある。16年前の皆既日食の日に、目の前でアバンが凍れる時間の秘法でハドラーもろとも止まり、自らの無力を嘆いたマトリフが最終決戦用に開発した。スピンオフ『勇者アバンと獄炎の魔王』でそれについての詳細が明かされる。ウロド平原での戦いでガンガディアに追い詰められたマトリフが、かつての師匠である大賢者バルゴートの忠告を思い出し、咄嗟にガンガディアの放った火炎系呪文と同等のパワーに調整した自身の氷系呪文をぶつけて合成させ、全ての物質を消滅させるエネルギーの大爆発を引き起こし、ガンガディアを撤退させたことが呪文開発の始まりとなった。そして、凍れる時間の秘法でハドラーとアバンが両者共に封印されてしまい、凍れるハドラーだけを消滅させてアバンを凍れる時間の秘法から解放したいと願ったマトリフが、一年以上の修行の果てに呪文として完成させた。しかし、メドローアが完成する前にサババのディードックの地下壕の隠し倉庫に厳重に保管していた凍れるハドラーの身柄を、地中をヒートブレスで溶かして掘り進んで隠し倉庫の地下から侵入した謎のリザードマンによって奪われてしまったことで結局、ハドラー消滅は果たせなかった。マトリフは決戦用の奥義となるメドローアの完成を急ぐ為と凍れるアバンの身柄を隠す為に、ジニュアール家に保管されていた凍れるアバンの身柄をホルキア大陸（バルジ島対岸）の自身の修行場兼隠れ家へと移動させた。その数週間後、凍れる時間の秘法から解放されたアバンの命を狙った幽霊騎士団の暗殺者フューレを相手に、真空呪文でフューレの呪文を跳ね返す『暗黒のマント』を地面に叩き付けて発生した真空で巻き上げた直後に完成したメドローアを初めて使用し、フューレと幽霊騎士団の大半を消滅させた。
しかし、あまりの威力に、開発者であるマトリフですら数えるほどしか使ったことがない（マホカンタ等で反射されれば、自分のみならず味方も消滅してしまう可能性がある為。マトリフもフューレとの初戦の際に暗黒のマントの存在を知らなかったため、もしメドローアを使えば自分が消滅していたところであった）。
ドルオーラと並んで作中で最強の呪文と目される（物理的に耐えることが不可能なため、単純な攻撃力だけなら純粋に魔法力だけを使う呪文の中で間違いなく最強）。この呪文を正面から防ぐには同じエネルギーの呪文（メドローア）を放って相殺するか、バーンパレス心臓部などの魔法力そのものを吸収する物質や、マホカンタや『シャハルの鏡』や『暗黒のマント』といった「魔法反射」の効果を使うしかない。
消費魔法力は莫大で、メラゾーマを20発以上放てるポップが「2、3発で限界」とのことから、少なくともメラゾーマの7倍以上の魔法力を消費する。
なお、この呪文は極大呪文の例に漏れず両手を使うが、右手と左手で異なる魔法力を発生させ、さらに2つの呪文を全く同じパワーで合成しスパークさせなければならず、生半可な技術の者やセンスのないものには使えない。ポップは元々炎呪文が得意であるため、左手の炎の呪文の力の方が強くなりがちであり、修行の際はそれが原因で氷の呪文の力を放つ右腕を焦がしてしまうことが多かった。作中でこの呪文を使用したのはポップとマトリフのみであるが、この2人はどちらも2つの呪文を同時に使用する場面がある。また、もう少し成長していればフレイザードにも使えた可能性があるとマトリフが評価している。
技での人気投票では、（アバンの同技、ライデインストラッシュなどに分散したこともあるが）ダイのアバンストラッシュを抑え1位となった。名の由来はメラ+ヒャド+アロー（矢）。効力がやや異なるが、『ドラゴンクエストモンスターズ2 マルタのふしぎな鍵』や『ドラゴンクエストソード 仮面の女王と鏡の塔』等ナンバリング以外の派生作品に多数登場しており、ナンバリング作品では『ドラゴンクエストXI 過ぎ去りし時を求めて』の主人公とベロニカの連携技として初登場。『ドラゴンクエストX』では、魔法使いのVer6.2より、もう一つの必殺技（呪文ではない）として実装された。
『ダイの大冒険 クロスブレイド』では、マトリフとポップによるギガメドローアという合体技が登場している。
ギラ系統（閃熱系呪文）
ギラ・ベギラマ・ベギラゴンの系統となる呪文。メラ系とは異なり、火炎そのものではなく熱エネルギーを扱う呪文とされる。高熱のエネルギーをビーム状に放つため、調整次第ではその見た目をメドローアに近くすることが出来、ポップはこれをフェイントに用いた事がある。また、メラ系呪文や火炎に放って誘爆・相殺させたり、爆弾に放って爆発の効果を増幅させる描写もあった。ダイ・ポップ・マトリフ・ハドラー・ザボエラなどが使用。
呪文ではないが、派生技としてハドラー親衛騎団のアルビナスが使用したニードルサウザンドやサウザンドボールも存在する。
バギ系統（真空系呪文）
バギ・バギマ・バギクロスの系統となる呪文。ダイ・マトリフ・バラン・ずるぼんなどが使用。空気中に真空を生じさせて強い旋風を作り用いる呪文。
呪文としての使用ではないが、同効果を持つ真空の斧というアイテムも登場している。
バギ・バギクロスは本編に登場。バギマは、ダイのプロフィールには使用できるとされながら、本編未登場だった。しかし、スピンオフ作品『勇者アバンと獄炎の魔王』にて、レイラが使用する形で登場。また同作でのバギクロスの表記は「真空呪文」で、「極大」呪文とは表記されなかった。
ゲームと異なり、本作品でのバギ系統は真空の斧の効果によるものも含め、相手の動きを止めるための手段として補助系として使われる描写が多く、直接ダメージを与える手段としてはほぼ用いられなかった（直接的な攻撃描写としては、ダイがキラーマシーンにバギクロスを放ったシーンがある）。他に、獣王会心撃のように直線的にぶつけたり、呪文の防御壁として直撃を避けたりといった使い方もしている。戦闘以外では、バルジ島に向かう船を止めるためにも使われた。
イオ系統（爆裂系呪文）
イオ・イオラ・イオナズンの系統となる呪文。ポップ・ハドラー・でろりんなどが使用。空気中成分を合成し対象に当たると炸裂する球状のエネルギーとして放つ呪文として描かれる。ゲームでは全体攻撃呪文だが、本作では爆心地周辺に効果がある。
呪文ではないが、派生技としてハドラー親衛騎団のシグマが使用したライトニングバスターも存在する。
デイン系統（電撃系呪文）
ライデイン・ギガデインの系統となる呪文。ダイ・バランが使用。雷雲を召喚し、強烈な雷を相手に落とす呪文。金属に伝導する電撃による攻撃であるため、大半の攻撃呪文や冷気や熱といった物理的な攻撃への耐性が強い鎧の魔剣や魔槍の素材である金属も、これを防ぐことは出来ない。ダイ・バラン共に直接攻撃にも用いるが、魔法剣とし斬りつけることで相手に与えるダメージを上乗せさせる技として使う事が多い。ダイが使用できるのはライデインのみで、初期は自力ではライデインも使いこなせず、ラナリオンを使って雨雲を召喚するポップの補助が必要であった。
ベタン（重圧呪文） ◎
局地的に高重力を発生させて相手を押し潰す呪文。マトリフのオリジナル呪文で、後にポップが伝授された。魔法力の消費は大きいが、複数の相手にまとめて効果を発揮し、ダメージと足止めを一手にこなせる。重量級や巨体の相手に効果が高いが、空を舞う敵には効きづらい。並のドラゴン系モンスター程度なら数体まとめて圧死させることも出来るため超竜軍団との戦いではポップの主力魔法であったが、当時からある程度の力量以上の相手には全く効果がないこともしばしばで、後にメドローアを覚えてからは使用しなくなった。
後に『ドラゴンクエストモンスターズ ジョーカー2』に、相手の最大HPに応じて定量のダメージを与える呪文として登場した。ゲームでは、ベタドロン・ベタロール・ベタランブルという上位呪文も登場している。
ドルオーラ（竜闘気砲呪文） ◎
「竜の騎士」が使える最強の呪文。竜の口の形に組み合わせた両手の中で、魔法力を用いて竜闘気（ドラゴニック・オーラ）を超圧縮し、放出する。超圧縮された竜闘気が対象にぶつかることで凄まじい爆発を生じる。発射までかなりの「溜め」が必要となるが、「溜め」が完了すれば発射のタイミング、射程、効果範囲などを調節できる上に、一国を消し去るほどの圧倒的威力を持つので、生き残るには回避するか、ドルオーラレベルのパワーで堪えるしかない。また、魔法であるものの、攻撃自体は魔法力によって超圧縮された竜闘気を放出しているため、マホカンタ等での反射や魔法力を吸収する物質で消失させることは不可能である。
ただし、超圧縮した竜闘気を発射する際、大量の魔法力を消費するため、バランですら2発撃つのが限界。エネルギーの放出の反動の大きさも生半可では無く、本来は強靭な肉体を持つ竜魔人の姿でないと使えないが、ダイはバランの紋章を受け継いだことで父を超える竜闘気を身につけたため、変身せずとも使えるようになった。
さらに究極の魔法剣として「ドルオーラの魔法剣」ができないか、という意見が連載当時著者に寄せられたが、ダイが通常攻撃時に竜闘気を剣に伝わらせているものが実質的に「ドルオーラの魔法剣」に相当すると解説本で解説されている。このため、光魔の杖でも双竜紋発動時のダイの剣は折れず、バーンも少なからず意表を突かれている。ドルオーラを堪えきるほどだった鬼眼王バーンの肉体も竜魔人状態のダイによる真魔剛竜剣およびダイの剣による攻撃では破壊することが可能であった。
ドラ系統 ◎
ドラ（竜化呪文）・ドゴラム（火竜化呪文）・ドラゴラムの呪文系統。身体（の一部あるいは全身）を火竜に変化させる呪文。系統の呪文は、ヨミカイン遺跡から回収された魔導書からガンガディアが現代に復活させた古の呪文であるが、ドラゴラムという呪文の存在自体はマトリフも知っていた。後述のドラゴラムは、ゲーム本編にも登場するが、ドラとドゴラムは、『勇者アバンと獄炎の魔王』オリジナル。ドラは腕を、ドゴラムは上半身を竜に変化させる。
ドラゴラム（火竜変化呪文）
巨大な竜に変身し相手を攻撃する呪文。ガンガディアとアバンが使用。本作では古の魔法使いが用いたもので、現在では使い手がほとんどいない幻の呪文とされているが、アバンは勇者ながら、これを使いこなす非凡さを見せている。消費する魔法力が大きい呪文であり、デルムリン島でこれを用いてダイを訓練した直後に、ハドラーの襲撃を受けたアバンが劣勢に陥る一因となった。

メガンテ
アバン・ポップ・ばくだんいわ・ジャッジが使用。
ゲームでは敵をその場で爆発させる事で敵全体を全滅させるのに対し、本作では生命エネルギーを爆発力に変換して攻撃する呪文となっており、アバン、ポップが使用した際は一人に対してのみ致命的なダメージを与える呪文として使用している（周りにも爆風は及ぶ）。メガンテの爆発の源である生命エネルギーが強調されており、相手に直接触れた状態で、しかも極大呪文と同じように両手を使って初めて発動する。具体的には、両手の親指以外の計8本の指を相手のこめかみに突き刺し、そのまま相手もろとも爆発する。この時突き刺される指には使用者の全生命エネルギーが凝縮されるため、非力な魔法使いのポップの指が竜魔人バランの竜闘気の防御を貫いて突き刺さった上、振り払う事すらできないという常識外れの威力を見せている。爆発の威力も、作中でポップが使用したシーンでは発動の直前に指の力が緩んでしまい振り払われて不発に終わってしまったが、バランも「まともに食らっていたら私でもタダでは済まん」と語っており、竜魔人バランでさえ多大なダメージを受ける可能性があったと思われる。
モンスターの爆弾岩が使用した際は、単純に自らが爆発している（ゲームでいうと「はじけ飛ぶ」という技に近い）。これは手というものが無いモンスターなので簡略化されたとも考えられるが、その後手があるジャッジがメガンテを使おうとした時も、相手のこめかみに指を突き刺す手順を取ろうとは特にしていない。
ゲームではメガンテは僧侶の専用呪文である事が多く、他の職業では使用はおろか習得すらできないが、作中ではポップによれば「魔法を使う事さえできれば誰でも使える呪文」であり、専用呪文ではないどころか呪文そのものの難度はかなり低い。代わりに、神に祝福されている僧侶であればこの呪文で死亡した後でも蘇生できる可能性があるが、それ以外のものが使用すると蘇生することはないばかりか、全身が砕け散って欠片ひとつ残らないことさえあるという。
また他にもゲームと異なる点として、使用者が命を落とすデメリットを、使用者に対する即死呪文やそれに類する障害を肩代わりしてくれるアイテムで肩代わりできる描写がある。アバンの場合はアイテム「カールの守り」のおかげで死なずに済んだ。
ザラキ（死の呪文）
相手を死へと誘う呪文。
ゲームでは呪文が発動して成功した時点で即座に死亡するが、作中では呪文をかけた相手の頭に呪いの言葉が響き渡り、これに耐えられない場合死亡するように変更されており、「即死」ではない。
作中では、バルジ島での戦いでザボエラがバダックに使用しているが、クロコダインの加勢で不発に終わった。

### 回復呪文
前述の通り、ゲーム作品に登場したザオリク、メガザル、ベホマラーなどの最上級クラスの蘇生呪文・回復呪文はほとんど使用されなかった。ただし、「ザオリク級の回復エネルギー」をポップが使用するなどの描写はある。
ホイミ系統（回復系呪文）
ホイミ・べホイミ・ベホマの系統となる呪文。マァム・レオナ・レイラなどが使用。後にポップも習得・使用している。
なお、ゲームと異なり本作品での回復呪文（ホイミ系）は、術者の熟練度によっては体力の回復と傷の治療を同時に行うことはできない。また、手から発したオーラで直に患部に触れていないと効果がなく、離れた対象に使うことはできない。攻撃呪文と同様に、術者によって効果に幅があるようである（マァムのベホイミを受けたダイが、ブラスのものよりずっといいと発言している）。バーンの物は体力も傷も瞬時に回復しており、すぐに戦闘に復帰している。
マホイミ（過剰回復呪文） ◎
生体を過剰に活性化させ、破壊することでダメージを与える呪文。生体組織そのものを壊してしまうため、この呪文で受けた傷は回復不能である。本来は回復呪文として使うホイミ系の呪文を応用したもので、古の時代に一部の僧侶が用いていた。相手が実体を持って生命活動を行う一般的な生命体であればどんな相手にでも効果がある（バーンパレス心臓部などの魔法力自体を吸収・反射する相手は例外）。ベホイミの数倍の魔法力を消費するという欠点を持ち、それゆえに廃れて使える者が居ない古代の呪文となっていたが、ブロキーナは打撃の瞬間にのみ魔法力を集中させる閃華裂光拳と言う形で応用・実用化した。そのため、ブロキーナやマァムがマホイミを使えるわけではない。
本作終了後に発売されたゲーム『ドラゴンクエストモンスターズ2 マルタのふしぎな鍵』にも同名の呪文が存在するが、こちらは味方の魔力を回復する呪文であり、このマホイミとは別物である。アーケードゲーム『ドラゴンクエスト モンスターバトルロード』において本来の効果として採用されている。
“回復呪文でダメージを与える”という点は、『ドラゴンクエストIII』で、特定の敵に回復呪文を使うとダメージを与えられるという現象と類似している。

ザオ系
蘇生呪文。ザオラルをレオナが使用。また、ポップがメルルを回復させた際、「ザオリク級」という表現がされている。
ザオラル
上記の通り、レオナが使用。ポップに使用したが、熟練した僧侶でも成功率が5割以下という技のため、失敗に終わった。

キアリー（解毒呪文）
ブラス・マトリフ・マァム・レイラが使用。プロフィール上では、レオナも習得済。
どんな毒も即座に解毒する訳ではなく、毒の種類や強さによっては効果が薄い・無いケースがある。ザボエラの夜襲でポップが受けた毒をマトリフが解毒した際は、効果はあるものの時間がかかっており、ミナカトール攻防戦でザボエラがメルルに放った毒はポップが「ザオリク級の回復エネルギー」を発するまでは手の施しようが無かった。
キアリク
麻痺解除呪文。マァムが魔弾銃の効果として、ダイに使用。プロフィール上では、レオナも習得済。

### 補助呪文
前述の通り、スカラ、ルカニ、バイキルトなどをはじめとするバフ系の補助呪文はほとんど使用されなかった。『勇者アバンと獄炎の魔王』では、古代の呪文としてすばやさをあげるピオラが登場し、レイラが使用している。
破邪系呪文 ◎
この系統自体が、本作品オリジナルの呪文となっている。
マホカトール（破邪呪文） ◎
退魔の呪文。あらかじめ光の魔法陣「五芒星」（2020年のアニメ版では五星の魔方陣）を描いてから呪文を唱えることによって、魔法陣内の邪悪な力を消し去り、同時に外部からの邪悪な者の侵入を防ぐ。アバンは剣の鞘で地面に魔法陣を描きデルムリン島を丸ごと覆ったが、ポップは砕けた杖の魔法玉のかけらを並べてブラス一人を囲うのが精一杯であった。本来は賢者専用の呪文であり、ポップが使えたのは魔法玉のかけらによる効果のため。賢者ではないアバンが使えたのは、「特別製（本来なら魔法使い専門のドラゴラムさえ使える）」だからとのこと。後に、破邪の洞窟の地下15階層で習得できる呪文であることが明かされている。
ミナカトール（大破邪呪文） ◎
破邪の洞窟の奥深く（地下25階層）に眠る、最強の破邪呪文。マホカトールの強化版。術者単独でも使用可能だが、本来は集合呪文であるため、術者だけでは真の力を発揮できない。他の破邪呪文のように魔法玉のようなアイテムを用いた五芒星の魔法陣で威力を増幅させることが可能。作中では魂の力で「輝聖石（アバンのしるし）」を輝かせた5人が五芒星を描くことで、より広い範囲に強力な効果を及ぼす規模でのミナカトールの発動に成功、大魔宮の機能を停止させた。また、破邪の洞窟から脱出する際には、レオナの他に、マァム・フローラ・メルルの4人で使用した。習得には「強い正義の心」が必要であり、習得の際の儀式では、志願者は全身を炎に包まれ、その心は試される。その炎は幻覚だが、志願者が本呪文に相応しくないと判断された場合、そのまま焼き尽くしてしまう。つまり習得に失敗すれば、命を落とす呪文である。ネーミングは、デイン（電撃）系を数人分の魔法力を合わせて繰り出す「ミナデイン」から。レオナのみが使用可能（破邪の洞窟の地下150階層程にまで到達していた最終決戦時のアバンも修得していた可能性があるが、劇中では明かされなかった）。

トラマナ
破邪の洞窟の地下第1階層で習得できる呪文として登場。アバンが使用。レオナも使用できる。
ゲーム内では、トラマナはマグマや毒沼、バリアー（結界）のダメージを無効化する呪文だったが、極大化して放ったトラマナは「邪悪な呪法の力を消し去る」呪文へと進化している。
アバカム（開扉呪文）
閉ざされた扉を開ける呪文。アバンが使用。バーンパレスにあるバーンの魔力で閉ざされた扉を、破邪の秘法との併用で開いた。なお、ダイは、同様の扉をバランと力を合わせて破壊している（ダイの力だけでは開かない）。

ラリホー / ラリホーマ
眠り効果のある呪文。ある程度の力量がある者には効かないが、体力が低下していれば効く。発動時は同心円状の波動を出す描写がある。
なお、ザボエラは、眠りの魔香気という技により、ダイたちを眠りにつかせている。
ラリホー（催眠呪文）
ラリホーをレオナが気球の見張りの兵士に使用（既に眠らされていて、使用した場面は描かれていない）。『勇者アバンと獄炎の魔王』では、ミイラ男とメドーサボールの合成モンスターが使用。
ラリホーマ
ラリホーマは、ラリホーの上位の呪文。バランがダイに対して使用した。

ラナ系統（天候系呪文） ◎
雨雲を発生させる初歩呪文のラナリオン、上位呪文として昼夜を逆転させるラナルータがある（作中では存在が匂わされる程度）。作中で実際に使われたのはラナリオンだけである。
呪文系統はオリジナルであるが、作中登場しなかったラナルータは、元々ゲームにも存在していた技である。
ラナリオン ◎
雨雲（雷雲）を召喚するラナ系の初歩の呪文である。ダイにライデインを使わせるための補助としてポップが使用したが、初歩とはいえ当時のポップにはかなり高度な呪文だった。

マヌーサ（幻惑呪文）
相手を惑わせ攻撃の空振りを誘う呪文。マァムが魔弾銃の弾の効果として使用（マァム自身は後のプロフィール上では習得済であったが、呪文大全の紹介では当時は習得していないとされている）。
相手の攻撃命中率を下げるという効果を演出するため、マヌーサを受けた者からは、相手が分身する幻として見える魔法として描かれている。
モシャス（変身呪文）
ザボエラ・アバンが使用。
ゲーム内におけるモシャスは、唱えることで変身相手と同等の能力を得る呪文であるが、作中では、自分以外にモシャスをかけることも可能で対象を自身の身代わりにする、また自身が変身することで騙まし討ちや情報を聞き出すといった敵の目を欺く戦術として使用されていた。ただし、ゲーム内にも、人間に化けたまま城に潜伏するモンスターは登場している（これらのモンスターが、モシャスを使用して変化していたかまでは不明であるが）。
アストロン（鋼鉄変化呪文）
アバンが使用。鋼鉄のように身体を硬化させ、動けなくなる代わりに攻撃を防ぐ呪文。
なお、ゲームと異なり本作品でのアストロン（鋼鉄変化呪文）は自分を効果対象にしないことができる（アバンが特別だったという可能性もある）。スピンオフ漫画『勇者アバンと獄炎の魔王』では、通常の方法で使用。
『XI』では、自分をアストロンの対象外にする技としてゴールドアストロンや忠義の鉄塊が登場した。
フバーハ（防御光幕呪文）
アポロがフレイザード戦で使用。ゲームでは炎・吹雪のダメージを軽減する呪文だが、本作ではバリアとなる光の幕を展開しこれらを無効化させる効果を発揮する。また、本来攻撃呪文のダメージを軽減する効果はないが、フィンガー・フレア・ボムズに少々耐えたものの破られた。
マホカンタ（呪文返し）
バーンが使用。光の壁を張り相手からの呪文を反射する呪文。本作では使い手が希少な珍しい呪文らしく、バーンが使うまで実際に使用したものはおらず、マトリフがその存在をポップに教えていた程度でしかなかった。本作の設定では使い手の力量によって呪文の反射率が異なることが解説で紹介されているが、絶大な魔法力を持つバーンのマホカンタは100％の反射率を誇り、更に発動までのタイムラグもなく瞬時に光の壁を展開できる。同じ効力を持ったアイテムとして「シャハルの鏡」がある。
マホトーン
ガーゴイルおよびガストが使用。相手が呪文を使う事を封じる呪文。
ゲームと異なり本作品でのマホトーンは、封じられているという描写を明確にする為、「呪文の効果を封じる」のではなく「術者の口の動きを物理的に封じる」となっている。つまり呪文どころか、まともに喋る事自体が出来ず、うめき声ぐらいしか出せなくなる。この点から、呪文や詠唱を正確に発音しなければ発動しないという事にもなる。また炎や吹雪などのように、術者から発せられる魔法の効果範囲を視覚的に捉えることが可能（効果範囲がリング状の波動の形で見える）。これに当たる事で効果が現れるため、魔法を目で見てかわすことができる。
※フレイザードがバルジの塔で使用した「氷炎結界呪法」は、結界の中にいる術者以外の全ての者の力を奪う術であり、この結界の中にいる事で肉体的な力や魔法力が奪われるため、マホトーンによる魔法封じとは別物で、どちらかというと呪文が使えないダンジョンなどの性質に近い。
メダパニ
相手を混乱させる呪文。魔王軍に拉致・洗脳されたブラスが使用。劇中では光線を相手の頭に当てる事でパニック状態にさせている。
マホプラウス（集束呪文） ◎
自分に向けられた攻撃呪文を受け止め、それをそのまま自分の攻撃呪文に上乗せして放つ呪文。ザボエラが開発した奥の手。ザボエラが実際に使った時は、部下のサタンパピーのメラゾーマ十数発分を集束し放った。メラゾーマ以外でも、ザボエラが使える呪文であるならば可能（例：ベギラマを浴びて、ベギラマ数発分を集束）。ネーミングは「プラス」と「魔法」のアナグラムであるが、「マホ」はマホトーンやマホカンタなど相手の呪文そのものに影響を与える系統の呪文の接頭辞でもある。
レゴール（岩石獣化呪文） ◎
劇場版アニメ『起ちあがれ!!アバンの使徒』オリジナル。岩石に仮の生命を与え、モンスター化して操る。効果としては、ハドラーやバーンが使用した禁呪法に似る。劇中では幻夢魔道ベルドーサ（オリジナルキャラクター）が、岩石の大蛇を作り出した。
リレミト（迷宮脱出呪文）
迷宮から脱出する呪文。フローラが修得しており、破邪の洞窟の地下25階層でミナカトールと併用することで使用し、脱出に成功した（破邪の洞窟は強力な邪気に覆われているため、通常ではリレミトは使えない）。同時期に破邪の洞窟の地下150階層辺りにいたアバンも脱出時に使用した可能性があるが、劇中では明言されなかった。『勇者アバンと極炎の魔王』では、マトリフがオトギリ姫の海底宮殿からの脱出時に使用している。
ピオラ / ピオリム
すばやさを向上させる呪文。作中では動きの速さのみならず、動体視力も向上する。『勇者アバンと極炎の魔王』第7話に、どちらも名称が登場。レイラは、幼い頃にピオリムの呪文を契約していたが通常は使えていなかったが、影女として戦う決意をしたときのみ、無意識に発動していた。それに気付いたアバンは、ピオリムの一人用（味方1人のすばやさを向上させる）であるピオラなら使用ができるのではないかと、習得のために魔導図書館を目指していた。なお、ピオラは作中では古代の呪文とされ、現在ではピオリムの契約しか伝承されていない模様。
なお、本作独自の設定として、「技の発動時は目の色が赤く変わる」や「ピオラは太古の呪文で、現代では魔導図書館などでしか伝承されていない」などの点がある。
リリル
はぐれた仲間を探し出す為の呪文で、手元に球状の魔法円が浮かぶ。地底魔城での決戦でチョコマがマトリフたちを探し出す為に使用した。後述のリリルーラとの関連性は不明。

### ルーラの名称をもつ呪文
ルーラ・トベルーラ・リリルーラは「ルーラ」の名称が共通してついているものの、漢字名称では完全に統一性がなく別系統呪文の扱いになっている。
しかし、アバンはリリルーラをルーラの一種と語っている。また、トベルーラに関しては、ポップがルーラ習得後、独学で習得している。
なおルーラの名を冠する呪文は他にゲーム本編に「バシルーラ」があるが、本作では明確にバシルーラであると分かる魔法は登場しなかった（後述）。
ルーラ（瞬間移動呪文）
ルーラは「移動場所のイメージ」をして唱える呪文であるため、「行った事のある場所」「見た場所」が移動できる場所となっておりゲーム上でのルーラを具体的な補足説明をつけた設定になった。イメージをせずに無意識で使うと、生まれ故郷等の印象の強い場所に飛ぶか、そもそも全く飛ぶことが出来ないかのどちらかになる。
他の呪文と比べてかなりの高速移動ができるため、攻撃の緊急回避・救助・間合いを取るといった戦闘においても使われることがあった。レベルの低いものは着地を失敗することもある。作中での「ドーン」というルーラの着地音は音として聞こえるもの。
なお、漢字では瞬間移動呪文となっているが、その場から「ふっと消えて移動」ではなく、「特定の場所へ超高速移動」をする呪文となっている。物理的な移動を伴うので、洞窟の奥深くや密閉された空間からは飛び出せない（消えて瞬間移動を行うのはリリルーラ）。ただし、読み切り版でバロンが使った時には、リリルーラのような発動になっている（アニメ第1作では、はっきりルーラと言っている）。
トベルーラ（飛翔呪文） ◎
魔法力の放出により宙に浮かぶ、または宙を飛ぶ呪文。ルーラの応用であるが、通常のルーラがイメージした場所に半自動的に飛んでいくのに対し、こちらは常に任意で自由自在に飛行ができる。初めは浮遊するのみの呪文だが、レベルが上がれば高速の移動も可能になり、移動手段以外にも翼を持たないものが空中戦に対応するために使われる。ポップがまだ浮遊程度しかできなかった頃には、マトリフが真下からトベルーラで突進して撃墜したこともあった。ルーラとの比較については後述。
本作の戦闘は地上戦がメインだが、竜魔人バランとの戦いなどダイの空中戦を描くのに用いられた。
トベルーラはルーラが出来れば応用で簡単に出来る呪文で、魔法力を放出し続けることによって空を自在に飛ぶ呪文。魔力の減り方がルーラより少ない（ルーラを使えない魔力でも、トベルーラは使える）が、魔力がなくなると最悪の場合墜落する。トベルーラで飛行した状態から、ルーラを使用することも可能。
スピンオフ漫画『勇者アバンと獄炎の魔王』では、ガンガディアが使用しており、チョコマもギュータを再訪したマトリフのアドバイスで習得している。
飛行速度は術者の力量に比例するが、基本的にはルーラのそれよりもずっと遅いため、ルーラで移動している者をトベルーラだけで追尾すると言った事は、よほど力量差があるか、ルーラを使う側が意図的に手加減をしない限り基本的に不可能である。
リリルーラ（合流呪文） ◎
離れた仲間の元に瞬間移動する。別れた仲間と合流したり、迷宮などで仲間とはぐれたときに使う秘呪文の一つ。作中では、アバンと魔王軍の一部のものが使用した（魔王軍についてはポップが「魔王軍の一部が瞬間的に消えるのはリリルーラを使用したから」と推測しただけで、明確にリリルーラを使用した描写はない）。
リリルーラはいわゆる秘呪文の一種で、作中ではアバンが2回（キルバーンを撤退させてからダイたちに追いつく時と、キルバーンを追って異空間から現実に戻った時）使用した以外には、明確にリリルーラと分かる呪文は確認されていない。そもそも、アバンの解説からすると人間の間には伝わっていない、あるいは廃れた呪文である可能性が高い。アバンは、破邪の洞窟で習得した模様。
呪文の効果としては仲間の所に瞬間移動する呪文で、ダンジョンではぐれた仲間と合流したりするものである。また、一部の魔族や魔物が負傷するなどして撤退する際に、この呪文を用いているのではないかという解説もされている。ルーラやトベルーラのような物理的な移動を伴うものではなく、本当の意味で「瞬間移動」を行う呪文である。この性質上、壁などの物理的障害物はもちろん、異空間からでも帰還する事が可能である。また、ルーラと違い、場所ではなく、仲間などをイメージして瞬間移動する呪文のため、その場所にイメージできる人間がいさえすれば、そこが術者が一度も行ったことのない場所であっても行くことができる。
アバンは、2度目の使用の際にルラムーン草を材料として調合した魔法の砂を併用している。アバンはこれを「いわば敵に対する目印」で「これをつけておけばたとえ空間を隔てた場所であっても合流呪文で後を追うことが出来る」と述べており、実際に手袋に仕込んでキルバーンに付着させることで、キルバーンを追ってジャッジの異空間から現実空間へ転移することに成功している。

### 補足
作品での呪文についての補足

#### 習得
本作では呪文ごとに儀式を行って修得する設定になっているが、儀式を済ませても術者の力量が不十分だと使えない。初期のダイは既にブラスによって多くの呪文の儀式を済ませていたが使えず、後々の成長で使えるようになっていく。後半のポップも同様。成長によって無意識のうちに発動していることもある。
なお、「使える」にも幅があり、初期のダイは灯火程度のメラや氷の粒程度のヒャドしか出せず、メラの炎が出せるようになっても魔法力のみでは前に飛ばなかった（その後は投げつけるように放っている）。

#### 命名規則
連載開始当初のエニックスとの諸事情や演出上の効果から、ほとんどの呪文に漢字名が与えられている。ゲーム作品にも登場する攻撃呪文は基本的に系統名（火炎・氷・爆裂・閃熱・真空等）で表され、極大クラスについては両手でないと使えない等、漫画表現としての設定も付加されている。
- 例
  - ベギラマ＝閃熱呪文（片手）
  - ベギラゴン＝極大閃熱呪文（両手）
  - メラゾーマ＝火炎呪文（片手）

マヒャドもメラゾーマも系列の最上位呪文なのに「極大」が存在しないのは、マトリフいわく「極大」がその系列の発展が終わったことを示す言葉だからである。つまり、ベギラゴンより上の閃熱呪文は存在しないが、メラ・ヒャド系は放出する熱エネルギーの程度の差しかないためバーンのメラのように使用者の魔力次第で上位呪文を凌駕することが可能。ゆえに仮にメラゾーマより何段も上の呪文が存在しようと、使い手次第ではメラにも敗れうる。それに対してメドローアは、プラスもマイナスも双方ひっくるめてエネルギーを0にするためにいくら上位種が存在しようと太刀打ちできることは絶対になく、メラ・ヒャド系の完全上位互換＝双方の極大呪文とすることができる。

#### 極大呪文の扱い
極大を冠する呪文がない系列はメラ系、ヒャド系、デイン系、ザキ系。メラ系とヒャド系に関しては、破壊する力をプラスで与えるかマイナスで与えるかが違うだけで、元々同じ系列の呪文（物質の分子運動を操る呪文・消滅呪文）の一種であると解釈されていて、この消滅呪文の極大としてメドローアが存在する。バギクロスに関しては両手から（フェンブレンの場合は体の2箇所）から放つ描写だが、「真空呪文」とも「極大真空呪文」とも記述されていないため、極大呪文かどうかは不明である。なお、『勇者アバンと獄炎の魔王』では「真空呪文」の表記で、（他者を媒介していたが）しかも片手から放っていた。
また、ゲームで使われる強弱がある呪文としてはホイミ系があるが、作中ではホイミ・ベホイミ・ベホマまでしか登場していない。これらは片手で扱う描写があり、ザオラルやラナリオンなどの高度とされる呪文は両手を使っている。
前述の通り極大規模の呪文は両手でないと扱えず、またかなり高度で限られた者しか使えない。作中で極大呪文を扱ったキャラクターは、いずれも両手を使う。アルビナスの「ニードルサウザンド」「サウザンドボール」やシグマの「ライトニングバスター」は、それぞれベギラゴンとイオ系呪文のエネルギーを片手に収束または全身から分散させて炸裂させる技のため、片手で発動できる。
- ベギラゴン - 体の横で両手を上に向けて、両手を弓なりに伝わる炎の柱のようなものを発生させ、それを頭上で両手を合わせて圧縮。そして、拳を合わせたような形で両手を前に向け、撃ち出す。その際、合わせた手は、両の親指と人差し指が開いた形になる。新アニメ版では、バルジ島で使用したときは両手に作り出した光球から頭上で電流がスパークするという表現がされていたが、後にテランで使用したときには光球から原作同様の火柱が放出されている（ただし、色は光球に合わせて黄色になってる）。
- イオナズン - 体の横で正面に向けた手を開いてエネルギーを溜め、両手を前に突き出して撃ち出す。なお、撃つ際の手に関しては、2度とも右手の方が前に出ていて、親指が重なっている。

なお、前述の通りメラ・ヒャド系には単体での極大呪文はなく、全て片手で使用されているが、ヒャド系の中でヒャダインだけは、使った全員が両手で放つが、これより上位のマヒャドは全て片手である。ただし、当時ヒャダインが全体攻撃でマヒャドがグループ攻撃だったことから、両手で放つことで広い範囲に攻撃できると取ることもできる。
同じ呪文でも、例えばヒャダルコの場合、ポップはほとんど片手で放っているのに対し、レオナは両手で放っている。しかしながら、ポップでも初めてヒャダルコを撃った時や、終盤でキル・トラップの炎を食い止める時は、両手でヒャダルコを放っている。ヒャダルコ以外にも、バギはダイが両手で放っているのに対し、竜魔人バランは片手で放っている。ブラスや中盤までのポップのように、杖の先から呪文を放つ例もあり、モンスターであるガーゴイルやガスト、ライオンヘッドは口や目からマホトーンやベギラマを放っている。
一方、極大呪文以外は速射性があり、乱発することも可能である。

#### 既存設定の変更
ゲームと同様、ギラ系呪文が閃熱呪文で、火炎を発するメラ系呪文と差別化されていたり、ラリホーが「ある程度のレベルのものには効きにくい」とされるなどゲームに忠実な設定がある一方で、ゲームとは呪文の力関係や威力の設定が幾つか変更されている。例えば、ゲームでは終盤に登場するメラゾーマを見習い魔法使いだったポップが使いこなし、かと思えば中級呪文であるベギラマを使えないなどといった描写がある。メラゾーマはゲームでは敵1体に特大ダメージを与えるという特に対単体、ボス戦で有効な呪文だったが、本作ではベギラマより威力で劣るような描写が目立つ。また、イオナズンよりベギラゴンの方が評価が高い等、全体的にギラ系の優遇が目立つ。これについて原作者の三条陸が「ドラゴンクエストシリーズ皆勤であるギラ系に敬意を表したため」と発言している。
さらに、同じ呪文でも術者の魔法力のレベルによって威力が大きく異なる。例えば、バーンとの初対戦時にバーンのメラがポップのメラゾーマより威力が大きかったり、キルバーンの殺しの罠「◇の9」（ダイヤ・ナイン）に対し、ポップのヒャダルコは内側から火炎の落下を支えていたが、レオナのヒャダルコは炎の壁にあっさり弾かれるといった実例が挙げられる。この現象は、本家シリーズの『VIII』や『ジョーカー』で、かしこさ（『IX』よりこうげき魔力とかいふく魔力）の値によって攻撃呪文の威力が変動するといった形で採用されている。
もう一つ原作との大きな違いは、魔法を無効化・回避する表現があること。無効化は同等の呪文もしくは反属性の呪文の使用、または同程度の威力を持つ技などで相殺することが出来る。作中でも初期から終盤まで多用された表現である。最終決戦でのポップは少し特殊で、バーンのカイザーフェニックスに対し、呪文そのものに魔法力で干渉して無効化する描写がある。また、単純に体術を使ったりルーラによる瞬間移動や、トベルーラによる飛翔での回避表現も多い。攻撃呪文のみならず、マホトーンやラリホーのように補助呪文を物理的に回避する描写も見られる（リング状の波動に当たらなければ、効果の対象にならない）。番外編・勇者アバンと獄炎の魔王では、動きを封じた後にメラゾーマを使うなど、呪文の弾速や特性を生かした戦闘を繰り広げている。威力と属性しか考慮されないゲームと違い、漫画という媒体を生かした表現となっている。攻撃呪文の回避については後に、盾や武器によって無効化する効果が追加されている。

#### 呪文名の前に詠唱があったもの
- 「邪なる威力よ退け マホカトール」
- 「天空に散らばるあまたの精霊たちよ…我が声に耳を傾けたまえ ラナリオン」
- 「大地に眠る力強き精霊たちよ…いまこそ我が声に耳を傾けたまえ ベタン」
- 「その御名において生命の炎尽きたるこの者の身に魂を甦らせたまえ ザオラル」
- 「聖なる光よ その御力において邪悪なる魔力を退けさせたまえ ミナカトール」

ただし、同じ呪文を詠唱なしで使用している例もある。

#### 漢字名称の例外
- ザラキ（死の呪文）、マホカンタ（呪文返し）は漢字のみで構成されていない。
- マホトーンは（魔法封じの呪文）と（呪文封じ）の2種類の表記がされている。
- ラナリオン、トラマナ、アバカムは作中で使用された呪文だが漢字名称の表記はされなかった（アバカムに関しては、話と話の間の呪文紹介で「開扉呪文」と表記されている）

#### 名称の表記されていない呪文
気球に群がるフレイムを消し去った呪文
ダイたちがバルジ塔から一時撤退する場面で追跡してきたフレイム軍団に対し、マトリフが岩場から魔法力を放出しフレイム軍団を消滅させる描写がある。気球とフレイム全てが包まれる程の巨大な閃光だが、消えていくフレイム軍団に対しダイ一行と気球には何の変化も現れていない（普通に会話をすることもできるあたり光っていること以外は違和感などもない様子）。原作ゲームでは敵を光の彼方へ消し去る呪文として「ニフラム」が存在している。
マトリフがダイ達を乗せたボートをバルジ島に飛ばした呪文
本作では明確に呪文名は登場していないが、ダイ達の乗った小船をバルジ島に向けて飛ばす時にマトリフが使った魔法が、原作ゲームにて登場した対象1体を遠くに吹き飛ばして追放する呪文である「バシルーラ」に酷似している。
アバンが破邪の洞窟で灯りとして使用していた呪文
アバンが破邪の洞窟に潜伏していた当時を語る1コマの中に、アバンが掌より光を放っている描写がある。これは原作ゲームにて登場した、周囲を照らす呪文「レミーラ」が該当する。

##### 名称の表記されていない呪文（魔族・魔物側）
通信呪文や映像伝達の呪文が多い。魔族側の能力のため、魔族や魔物独自の能力（特技）なのか呪文に該当するのかは不明。なお、呪文ではないが、通信や映像伝達に使用できる魔族側の魔物に、悪魔の目玉というものが存在している。この悪魔の目玉は、原作漫画ではザボエラの配下であったが、スピンオフ漫画『勇者アバンと獄炎の魔王』では、ザボエラが関与する前のハドラーが魔王だった頃の魔王軍でも映像通信の役目を担っている。
ザボエラがハドラーを拘束した呪文
バーンに反旗を翻したハドラーを、ザボエラが片手から魔法力を放出して拘束する描写がある。紐状に伸びるエネルギーによって不意を突いたとはいえ超魔生物であるハドラーの上半身を縛り、その動きを止めるほどの力があった。2020年のアニメ版での台詞からは、拘束中はザボエラも動けない事が窺える。
通信呪文
遠く離れた場所に文章を送る呪文。
ハドラーの通信呪文
十数年前に魔王時代のハドラーが、カール城襲撃を予告する血文字のような文章をカール城のフローラの鏡に浮かび上がらせた。またバーンも同じ呪文を使い、捕虜としたヒュンケルとクロコダインの公開処刑を宣告する文章を、世界各地の王城等の鏡に浮かび上がらせている。『勇者アバンと獄炎の魔王』ではアバンもウロド平原にハドラーを呼び出すために、決闘状を送りつけるために使用している。送る文章も全て魔族の文字のため、解読する知識がなければ人間に読むことはできない。また、十数年前にアバンが「鏡を使った通信呪文の1つ」と言っているため、複数の種類の通信呪文が存在する可能性もある。鏡以外の場所に文章を浮かび上がらせることができるかどうかは不明。
キギロの通信呪文
葉に文字を浮かび上がらせる。スピンオフ漫画『ドラゴンクエスト ダイの大冒険 勇者アバンと獄炎の魔王』では、ハドラー配下の魔王軍の幹部キギロの部下の巨大人面樹が敗北した際、自身の葉を飲み込み、キギロに文字を送っている。また、キギロがアバンを脅迫する際にも使っている。

魔力で生み出した映像
死の大地にいるハドラーが、サババで交戦中のダイたちに言葉を伝えるために使用。飽くまで幻影のため実体はないが、その場の状況を見聞きして把握できる。石と化して魔界奥地に幽閉されている冥竜王ヴェルザーがバーンに対し「祝辞」を述べに大魔宮に現れた際にも、この映像を用いている。バーンは鬼眼の魔力で遠隔地を投影したり、通信を行うなど似たようなことができる。

## 必殺技
本作に登場する、呪文以外の必殺技について解説する。

### アバン流
勇者アバンが独自の発想と修練によって完成させた武器戦闘法。「アバン流殺法」と総称される。刀殺法と槍殺法の他に、斧・鎖（鞭）・牙（拳に装着する武器）・弓と武器別に計6系統あることがジャンプコミックス21巻末でヒュンケルによって語られているが、刀殺法と槍殺法と鎖殺法以外は作中に登場していない。
地の技
力技・物理技に当たる。2020年版アニメでは大地斬と地雷閃が登場しているが、どちらの技も放つ際、刃に朱色のオーラがまとう演出がされている。
大地斬（アバン、ダイ、ヒュンケル）
アバン流刀殺法の一つで、最も基本的な技。剣を大上段に構え、強力な斬撃を敵に叩き込む力技。単純な力任せの技ではなく、無駄のない動きで持っている力を効率よく叩き込む事がこの技の要点。スピンオフ漫画『勇者アバンと獄炎の魔王』では、キギロとの戦闘中、ダイへの修行同様余力がなくなったアバンが、鋼鉄より硬くしたキギロの身体を切ったのをきっかけに、ブロキーナのアドバイスにより完成した技となっている。同作では、大地斬の技名も、ブロキーナの言葉が由来となっている。
ゲーム作品にも逆輸入されて、『モンスターズ2』や『モンスターズ ジョーカー2 プロフェッショナル』などでも同名の技が登場している。
派生技：火炎大地斬、氷結大地斬
地雷閃（ヒュンケル、アバン）
アバン流槍殺法・地の技。槍版大地斬。槍をやや短めに持ち、一気に振り下ろす斬撃技。その威力は、魔影軍団最強の鎧兵士「デッド・アーマー」を2体同時に真っ二つにするほど。
地砕輪（アバン）
アバン流鎖殺法・地の技。高速回転させた武器に渾身の力を込めて打ち込む。
スピンオフ『勇者アバンと獄炎の魔王』にて、怪人島における「魔鎖のタークス」との戦いの中で会得した経緯が描かれ、技名も含めて初登場を果たした。

海の技
スピードを利用した速さの技。2020年版アニメではどちらの技も放つ際、刃に淡い青色のオーラがまとう演出がされている。
海波斬（ダイ、アバン、ヒュンケル）
アバン流刀殺法の一つ。スピードを重視した斬撃。敵の火炎や風の攻撃などを、衝撃波で切り裂きながら攻撃することができる。
スピンオフ『勇者アバンと獄炎の魔王』にて、ロカの豪破一刀にヒントを得たアバンが、輝聖石にマトリフのベタンを込めてもらい、常時重圧がかかったままの修行を行った末、オトギリ姫との戦闘中に完成させた一連の経緯が描かれた。
大地斬と同じく、後に『モンスターズ2』や『モンスターズ ジョーカー2 プロフェッショナル』などでも同名の技が登場している。
海鳴閃（ヒュンケル、アバン）
アバン流槍殺法・海の技。槍版の海波斬。素早く敵の横をすり抜けながら切り裂く。この際、高い音域の音が発生することから、海鳴閃の名の由来となった。
スピンオフ『勇者アバンと獄炎の魔王』にて、チュゴナにおける「魔槍のフーガ」との戦いの最中に会得した経緯が描かれた。
大地斬や海波斬と同様に、『モンスターズ2』や『モンスターズ ジョーカー2 プロフェッショナル』などでも同名の技が登場している。

空の技
主に禁呪法で生み出された魔法生物や、実体のない魔物に効果大。2020年版アニメではどちらの技も放つ際、刃に淡い緑色のオーラがまとう演出がされている。
空裂斬（ダイ、アバン）
アバン流刀殺法の一つ。アバン談「見えざる敵を討つ」技。心眼（周囲の闘気を感じること）で敵の急所を見抜き、これを光の闘気を込めて撃ち抜くことがこの技の真骨頂。その修得難度は、大地斬や海波斬とは比較にならないほど難しい。ダイはこの技でフレイザードの核（コア）を斬り、制御不能にした。なおヒュンケルが「空の技」を習得したのは槍を使用するようになってからであり、この技は未使用である。
スピンオフ『勇者アバンと獄炎の魔王』にて、アバンストラッシュの完成には「心の剣」が不足していることを悟ったアバンが、隠れ里ギュータにある天地魔界全てからの負のエネルギーが流れ込み、邪気の充満する逢魔窟における修行の末に、キギロとの再戦中に習得した一連の経緯が描かれた。しかしながら、習得直後の成功率は50%程度であった模様。後にアバンが凍れる時間の秘法を使用してハドラーと共に封印された際に、決意と覚悟を持って凍れる時間に封印されたことで、一年以上後で凍れる時間から解放された際に精神が研ぎ澄まされていたことで空裂斬は完成し、直後の幽霊騎士団との戦いで証明された。
虚空閃（ヒュンケル、アバン）
アバン流槍殺法・空の技。槍版空裂斬。槍の穂先から光の闘気を光線状に発し、敵の核を撃ち抜く。
スピンオフ『勇者アバンと獄炎の魔王』にて、こちらも海鳴閃同様にチュゴナにおける「魔槍のフーガ」との戦いの最中に会得した経緯が描かれた。
アバンストラッシュ（ダイ、アバン、ヒュンケル）
勇者アバンが魔王ハドラー打倒のために編み出したアバン流最高の奥義。武器を逆手に持ち、腰を捻りながら落とした構えから放たれる破壊力抜群の一撃。地海空3つの技を究めて初めて本来の威力が発揮される、「大地を斬り海を斬り空を斬り、そして全てを斬る技」である。闘気を敵に放つ遠距離の「アロー（A）」タイプと、闘気を込めた武器の一撃を敵に突進して直接叩き込む近距離の「ブレイク（B）」タイプの2種が存在する。Aは闘気を放つ攻撃であるため速射が可能であるが、遠距離の敵にぶつけるには習熟が必要であり、威力もBに劣る。Bは敵に重い一撃を与えるが、使い手が敵に突入するためAよりも攻撃を繰り出す時間がかかり、敵の間合いに飛び込む危険も伴う。ダイは当初、修行期間の不足やアバンの配慮などからこの使い分けを知らず、アバンの書とノヴァとの修行によって使い分けできるようになった。またその修行の際、このAとBを組み合わせて「クロス（X）」を編み出した（詳細は後述のアバンストラッシュXを参照）。バランは「心技体、三位一体となって繰り出される人間技としては強力な技」と評価した（一方で、ダイやハドラーは「竜闘気のあるバランのギガブレイクの方が力は上だが、技としてはアバンストラッシュのほうが優れている」と評価している）。「力・速さ・光の闘気」が三位一体とならない限り威力を発揮しないので、空裂斬をマスターする以前のダイの「アバンストラッシュ」は未完成ということになるが、紋章の力を使い「竜闘気」を纏わせることでアバンの威力を凌駕する威力になっており、ハドラーに深手を負わせて撤退させ、クロコダインに致命傷を負わせた。「ダイの剣」を使うようになってからは、完成版のストラッシュに「竜闘気」の能力を加えており威力が格段に上がっている。ダイと同様にヒュンケルも未完成版が使えるが、彼自身がそれを戒めている（詳細はヒュンケルの項目を参照）。作中ではそれぞれダイは剣、アバンは剣と槍でそれぞれストラッシュを放っているが、他に4つあるアバン流殺法の武器には斬り付けが不可能な武器もあり、それらの武器でも使用可能かは不明。技名の命名については『勇者アバンと獄炎の魔王』にて、「強烈なる閃光」の一撃から「ストラッシュ」と思いついたアバンにロカがアバンの名を冠するように勧めたのに従ったものであると描かれた。そして、前述で空裂斬が完成したことによりアバンストラッシュも完成し、マトリフが完成させたメドローアでフューレたち幽霊騎士団の大半が消滅した後、ドルディウスと生き残った幽霊騎士団に完成版アバンストラッシュを使用して勝利する。
派生技：ライデインストラッシュ、ギガストラッシュ、アバンストラッシュX
グランドクルス（ヒュンケル、アバン、ヒム）
十字状の何か（2つの物体を重ね十字にすることでも可能である。また、物品を使うのは闘気の集束を高めるためとされていて、腕を十字に組むだけでも使用はできる）を媒体として、その十字の中心に闘気を一点集中、これを一気に放出して敵を殲滅する技。その破壊力は大地に底の見えない巨大な十字状の穴を開ける程。アバンから教わった技だが、集中する力の大きさ故にコントロールが難しく自爆技になる（放出を強くし過ぎると、反動で自身がダメージを受ける、または闘気=生命エネルギーなので全生命を放出して死に至る危険性がある。実際にも初めてヒュンケルが使用した際は全エネルギーを放出しかけた）可能性が高いので、アバンは「常に小さく放つのがコツ」と語っており本来は武器が封じられた時の隠し玉として使用する技。しかしヒュンケルは最大放出して生き残る術を戦いの中でつかみ最強の切り札へ昇華させて、師アバンはヒュンケルのこれを「神技」と評した。普通の（竜の騎士ではない）人間の使用技としては極めて威力が高く、規格外の技であるドルオーラを除けば闘気技としては最強の威力を誇る。
バーンパレスの心臓部から脱出する為にはグランドクルスでないと無理だという結論になった際、この技の使い手のヒュンケルが既に満身創痍であったために誰が実行するかで揉めたが、ヒュンケルは「俺以外ではあの威力にならない、というよりもあの威力を出すと生き残れない」と断言していて、アバンも確かに自分には無理かもしれないと認めている。結局はヒムがこの技を見様見真似で使い、オリハルコン製のボディでも腕は砕け落ち、体にもひびが入ったが、どうにか生還している。
スピンオフ『勇者アバンと獄炎の魔王』にて、完成したアバンストラッシュを受けて瀕死となった幽霊騎士団の団長ドルディウスによって剣と魔法を封じられた上、水中に引きずり込まれたアバンが起死回生の一手として咄嗟に放った経緯が描かれた。
無刀陣（ヒュンケル、アバン）
あえて武器を手放すことで殺意を捨て、自身を「闘気が0」の無の状態にして、敵の攻撃を受け流して致命傷を避ける体勢を作る。敵の攻撃をあえて受けることで敵の隙を見つけて、そこに必殺の一撃を叩き込む捨て身のカウンター技。かつて勇者アバンは魔王ハドラーとの決戦時にこの技を生み出し、無刀陣とアバンストラッシュを併用して、魔王ハドラーを打ち倒した。アバンストラッシュを「動の究極奥義」とするなら、「静の究極奥義」と言える技である。
なお、ヒュンケルはヒムとの決戦時にこの技を使用しようとしたが、一撃でもくらえば確実に死んでしまうので、「後の先」によってヒムの攻撃が命中する寸前に自身の攻撃を当てる派生を技を編み出した。

#### アバン流の派生技
魔法剣の1種として、アバン流の技に魔法（呪文）を組み合わせたものが多い。2020年版アニメ第14話（2021年1月9日放送）では、氷結大地斬というものもセリフのみ登場している。
『ダイの大冒険 クロスブレイド』では、ダイとロトの血を引く者（ナンバリングタイトルの初代勇者）によるドラゴンストラッシュという合体技が登場している。
火炎大地斬（ダイ）
剣にメラを纏わせて放つ大地斬。大地斬の派生技ではあるが、剣と呪文を併用できるのは竜の騎士だけなので、事実上ダイオリジナルの技。ダイはヒュンケル戦・フレイザード戦のほか、パプニカ城の瓦礫の山を排除するためにこの技を使ったが、その際にその下の倉庫から出すはずだった信号弾（花火のようなもので、当然火薬を伴う）にも引火させ、全弾発射させてしまった（すべての火薬玉に引火したので色もパプニカの我勝てりの赤ではなく、様々な色が滅茶苦茶に混じった妙なものになってしまった）。なお、ヒュンケル戦の時点では命名されていなかった。
ライデインストラッシュ（ダイ）
アバンストラッシュの使用に先立って剣にライデインをかけることで威力強化を図った技。ヒュンケルの鎧に対抗するために編み出された。竜闘気を加えて放てば絶大な威力を発揮するが、オリハルコン製以外の武器ではあまりの反動で自らの剣を壊すことになる。オリハルコンに次ぐ強度の鎧の魔剣をもってしても一度技を繰り出すのが限界で、戦いの後で反動により魔剣は刀身ごと崩れ消失した。
ギガストラッシュ（ダイ）
父バランの必殺技ギガブレイクと師アバンの必殺技アバンストラッシュ（B）を組み合わせた、ダイ最強の必殺剣。二つの技の長所を合わせた合成フォームから繰り出される。なお、ギガデインが使えないダイは、ロン・ベルク製の魔法力を増幅させる特殊な鞘を使って、ライデインをギガデインに昇華して使用する。鞘による増幅には10秒かかり、その間は丸腰になってしまうため、使用する条件が限られる技である。
アバンストラッシュX（クロス）（ダイ）
ノヴァとの修行中に、ダイが編み出したアバンストラッシュの派生技。先にアロー（A）を放って、それにブレイク（B）で追いついて2つのストラッシュを敵に同時炸裂させる。名前末尾の「クロス」は、2種のストラッシュがクロス状に炸裂することから。その交差点の威力は、通常ストラッシュの5倍以上（ヒュンケル談）。
動いている敵に対して2発のアバンストラッシュを同時に命中させるのは、剣の天才ヒュンケルさえ「自分には出来ない」と言うほどの至難の業であり、アバンの名を冠してはいるが、実質的にダイのオリジナルかつ専用の技と言える。
カウンター攻撃（ヒュンケル）
上記の「無刀陣」の派生技。劇中で特に名称はなく、カウンター攻撃というのはヒムの独白から。
無刀陣との違いは、相手の攻撃が命中する寸前に後の先を取ることで迎撃するというもの。このため、ダメージを受けることなくカウンターを成立させられる。ヒュンケルは一撃でも攻撃を喰らえば死ぬという状況に自ら追い込むことで開眼に至り、素手でオリハルコンを砕くという芸当を見せた。

### ギガブレイク
本作関連のゲーム『クロスブレイド』では、『ドラゴンクエスト3』の勇者が、ゲーム本編でも使用しない「超ギガブレイク」という技を使用し、本作品のギガブレイクとの技の繋がりが示唆されている。
ギガブレイク（バラン、ダイ）
『最強剣』の異名をとる、竜騎将バラン最大の必殺剣。上級電撃呪文ギガデインの雷撃を大上段に構えた剣に落として、膨大な電気エネルギーを纏った剣を、右上段の構えから相手に突進して叩き込む。通常状態でも群を抜いた威力を誇り、竜魔人状態では更に破壊力はアップする。バランは「竜魔人の状態で放てば、その威力は想像がつかん」と言っている。
バランが「いかなる相手でも直撃すれば即死のはず」と評する一方で、直撃しても即死しなかった例が複数ある技でもある。登場人物の中でも、特に大柄かつ耐久力に優れるクロコダインは、全エネルギーを防御に費やし、かつレオナのベホマを受けながらではあるが、ギガブレイクの直撃を2発耐え抜いている。前述の「即死のはず」は、これに驚愕したバランのセリフ。他にも、超魔生物ハドラーの首に直撃した際は、真魔剛竜剣自体が腐蝕して斬れ味が低下していた事から、ハドラーの首の表皮で止まっており、有効打にならなかった。この時は、ハドラーが「俺の首ひとつ跳ねられん威力だとは絶対に思えん」と逆に驚いている。
この技は、後に「ドラゴンクエストシリーズ」本編に逆輸入されている。
関連技：ギガストラッシュ
ライデイン版（バラン、ダイ）
便宜上ギガブレイクを名乗っているが、ライデインを使った劣化版。ギガデインを出せないほどに魔法力が低下した、竜魔人バランが使用した。ダイも、死の大地で超魔生物に進化したハドラー相手に一度使用したことがある。
関連技：ライデインストラッシュ（この技の登場前から使用しており、派生技というわけではない。）

### 魔法剣
魔法を剣に纏わせる能力。魔法を纏った剣は、闘気を纏った時と同様攻撃力が増す。ただし纏わせた魔法力が無くなれば当然威力は元に戻るため、基本的に攻撃力の底上げではなく、一つの技の使用時に纏った魔法力を全て費やし、技の威力を引き上げる使われ方が多かった。
魔法剣を使えるのは竜の騎士のみである。ただし、真空の斧やグレイトアックスのように、魔法の効果を持った武器は登場している。
- 大地斬の派生技
  - 火炎大地斬
  - 氷結大地斬
- アバンストラッシュの派生技
  - ライデインストラッシュ
  - ギガストラッシュ
- ギガブレイク
  - ギガブレイク（ライデイン版）

### 武神流
「拳聖」と呼ばれる武闘家・ブロキーナが使用する格闘武術。彼が流派の開祖かは不明。武神流の技の名前には、閃華裂光拳以外は猛虎破砕拳＝虎、窮鼠文文拳&包包拳＝鼠、土竜昇破拳＝土竜（もぐら）と全て動物の名前が入っているのが特徴である。
なお、アバン流の地の技（大地斬など）は、武神流の力の使い方から着想を得ており、アバン流の基本体術と共通しているとされている（マァムが、短期間で奥義まで身に付けられたのも、両親から血以外では、アバン流の基本体術をやっていた事が大きい）。
閃華裂光拳（マァム、ブロキーナ）
ブロキーナが編み出した武神流最高奥義で、かつて存在した呪文「マホイミ」を再現した技。
マホイミは回復呪文であるホイミ系に属するが、過剰な回復エネルギーを与えて生命体に致命的なダメージを与えるという攻撃呪文である。ただし効果は絶大ながら魔法力の消費が莫大というデメリットがあり使い手がいなくなったものだが、これを「拳打が炸裂する瞬間にのみ魔法力を集中させる」という方法で魔法力消費を現実的なレベルまで抑えたものが閃華裂光拳である。
この技を受けると生命体を構成する細胞が崩れて回復不能のダメージを受ける。さらには接触さえすれば如何なる防御もできない作用でダメージを受けるという恐ろしい技で、ブロキーナは「教えても良いと思った弟子はマァムが初めて」「この技の恐ろしさを分かるものにしか伝授できない」と述べている。
「生命体」であることに作用する技のため、根本的に一般的な生命活動を行っていない呪法生命体やエネルギー生命体、ゾンビ系には単純な打撃のみしか効果がない（そういう敵は「パワーで砕く」とマァムは豪語している）。また、本作では回復呪文は相手に直接触れて行う設定になっているため、素手で攻撃を命中させないと効果がない。さらに、肌で直接触れる攻撃であっても、蹴りや肘打ちでは発動せず、拳を使わなければならない（本作では呪文の発動する場所が手に限られているため）。
猛虎破砕拳（マァム、ブロキーナ）
閃華裂光拳と並ぶ、武神流最強の技。全闘気を集中した拳の渾身の一撃で相手を打ち砕く。閃華裂光拳が「生命体破壊」に特化した技なのに対し、猛虎破砕拳は「物質破壊」に特化した技である。拳が命中した部分の背面に、突き抜けた衝撃による虎の顔状の亀裂が入り、そこから相手は粉々に破砕される。単純な物理的破壊力はオリハルコンをも砕く威力だが、反面使用者の肉体に対する反動も大きく、技を伝授する際ブロキーナは「めったな事で使用してはいけない」とマァムに忠告した。マァムは、オリハルコン生命体の女王アルビナスとの戦闘時に使用。魔甲拳を鎧化しメタルフィストを着けた状態で防御力を上げ、肉体への反動を防いだ。
土竜昇破拳（ブロキーナ）
武神流奥義の一つ。地面に拳激を与え、その衝撃を相手の足元の地面を火山が噴火するように爆発させて空中に巻き上げる技。ブロキーナ老師はミストバーン戦で使用し、この技で隙を作ろうと使ったが、老齢によるタイムリミットで不発に終わった。

#### チウの技
一応、武神流の流れを組んではいるが、独特の技を使用する。
窮鼠文文拳（きゅうそぶんぶんけん）、窮鼠包包拳（きゅうそくるくるけん）（チウ）
文文拳は腕を高速で振り回し、殴りかかる技。その威力は岩をも砕くと言うが、チウの腕が短いのでリーチが絶望的なまでに無い。それゆえに、魔法使いのポップにすら簡単に阻止されてしまうほど滅多に相手に当たらず、作中で決まったことは一度も無い。実際にロモス武術大会でゴメスに対して使用したが届かず、逆にゴメスの拳を先にくらって敗退した。ブロキーナがチウ用に考えた、一番簡単な技らしい。
包包拳は体を丸めて回転しながら、相手に体当たりを食らわせる技で、単純ながら威力はなかなか高い。チウの致命的とも言える弱点であるリーチの短さを勢いとスピードで補っているが、突進技であるため回避された場合や相手の形状次第では、かなりの危険も伴う。チウがザムザ戦で半ばやけくその状態から編み出したオリジナル技である。後に『ドラゴンクエストモンスターズ ジョーカー3 プロフェッショナル』に逆輸入された。

### 親衛騎団の技
超熱拳（ヒートナックル）（ヒム）
火炎呪文（メラゾーマ）のエネルギーを拳に纏わせて叩き込む。並の武器程度なら、瞬く間に溶解させる。サババでのダイとの初戦で使用しようとしたが、不発に終わっている。
闘気拳（オーラナックル）（ヒム）
一つの生命として生まれ変わり、闘気を扱えるようになったヒムが使う技。利き手である左拳に闘気を込めた一撃を見舞う。超熱拳（ヒートナックル）の応用技で、闘気と超金属オリハルコンの強度とのミックスにより、「ダイの剣」による闘気剣並の威力を持っていると言われる超絶技である。物理的な攻撃が通用しないミストバーン相手にも有効である（ミストバーンの本体の魔影生物ミストは、光の闘気技を苦手とするため）。
あくまで一対一での相手に使う技なので、爆発力という意味ではグランドクルスには到底及ばず、魔力炉の壁を破ることは出来なかった。
ライトニングバスター（シグマ）
右手首を取り外し、隠していた銃口（バスター）からのイオ系呪文のエネルギーを使って攻撃する技。奥の手、隠し技として用いる。相手の身体に直接、銃口を押し付けて使わないと効果がないが、その威力は極大爆裂呪文（イオナズン）級で、ひとたび命中すれば人間の内臓、骨格を容易に破壊するほどの効果を発揮する。
ツインソードピニング（フェンブレン）
全身刃物の体質を活かした必殺技。刃物上の両腕を頭の上に合わせた後、自身を高速回転させてドリルと化し、そのまま突撃して敵を貫く。
キャスリング（ブロック）
ブロックの巨体の中からヒムに似た細身で俊敏な体が現われ、一瞬にしてキング（この場合はハドラー）と自分の位置を入れ替える。脱ぎ捨てた外甲はバリヤーボールに変化し、キングと仲間達をその中に瞬間移動させて守る。チェスの同名の手に由来する技で、バーンに殺される寸前のハドラーを救うために使った。この技を使う事は、（相手によっては）自らの死を意味する。
ニードルサウザンド、サウザンドボール（アルビナス）
ニードルサウザンドは手足収納時の技。全身からギラ系呪文のエネルギーを、針状に発射する。広範囲に放たれる。
サウザンドボールは展開状態時の技。ニードルサウザンドのエネルギーを掌に集中させて球状にして、敵に投げつけるように放つ。極大閃熱呪文（ベギラゴン）級の威力を誇り、2発同時でなければ連発は可能。

### ベルクスの技
魔槍奥義・風陣花散（まそうおうぎ・ふうじんかざん）（魔槍のフーガ）
空間の任意の場所に槍の切っ先を刺すと、その場に固定できるという特殊能力を持つ、はぐれ武器の集団「ベルクス」のメンバーである魔槍のフーガの必殺技。
魔鎖奥義・凱輪（まさおうぎ・がいりん）（魔鎖のタークス）
魔鎖の先に高速回転する魔力の円輪を生成する、「ベルクス」のメンバーである魔鎖のタークスの必殺技。
魔弓奥義・矢降雨（まきゅうおうぎ・ヤブサメ）（魔弓のヒヒ）
魔弓を引き絞ると矢が無限に生成されてくる特殊能力を持つ、「ベルクス」のメンバーである魔弓のヒヒの必殺技。

### 秘法
凍れる時間（とき）の秘法（アバン、バーン）
皆既日食時にしか使えない、肉体、もしくは物体の時を止める秘術。これをかけられた者は時間の流れそのものが停止し、鋼鉄変化呪文（アストロン）がかかったかのように硬直・硬化した状態になるため、メドローアを除きいかなる手段をもってしても傷つけることができなくなり、自力で動くこともできなくなる。アストロンとの違いは、生命活動そのものを停止させてしまう点にある。
かつてアバンも、魔王ハドラーに対して封印を目的で使用したが、レベル不足のため、彼自身も停止した上に、二人とも1年あまりで元に戻っている。外伝『勇者アバンと獄炎の魔王』ではアバンたちが戻った詳細が描かれて、ウロド平原の荒野で事前に凍れる時間の秘法の魔法円を描き終えた上にアバンが消え去り草で姿を消して隙を窺ったことで正午に使用された。本編ではアバンは自身のレベル不足で自然に封印が解けたと後に思っていたが、1年ほどで戻ったのは裏でバーンとミストバーンが暗躍していたためで、ミストバーンが闘魔傀儡掌で地底魔城でハドラーにかけられた封印を解除する方法を探していたガンガディアの右手を操って、凍れる時間の秘法を解除するために必要な知識と魔法具を紙に書き加えた。そして、満月の深夜零時にガンガディアが凍れる時間の秘法を解除する為に必要な魔法具と魔法円を使用して、ハドラーにかけられた凍れる時間の秘法の封印を解いたためであり、封印を解けなければ両者ともに数百年は凍ったままだったことが明かされた。また、魔力だけでなく体力も必要とする秘術のためマトリフでは扱えずパーティで使えるのはアバンしかいなかったためアバンが使用したことが明かされた。さらに外伝では生物を停止させると、解除後も停止時の精神が色濃く残ってしまう一種の副作用が明かされている。バーンは完全な状態の秘法で自分の全盛期の肉体を保管するために使っており、バーンクラスの魔力を持ってでないと完全には使えないほどランクの高い呪法である。バーンの場合は使い手であるバーン自身が停止していないため、解除も魔法円等を使わず随時可能。
破邪の秘法（アバン）
破邪の洞窟の深部でアバンが身に付けた秘術。ゴールドフェザーを使って空中に五芒星（2020年版アニメでは五星魔法陣）を描き、呪文の破邪力を最大限まで高める。その威力は毒沼などを無力化する程度の呪文トラマナで「殺しの罠（キル・トラップ）」ダイヤ・ナインの魔界最強の炎を消し去り、開扉呪文アバカムでバーンの魔力によって封印された扉を開ける程である。

### 禁呪法
作中では、卑劣さなどから使うと外道として、魔法使い間で仲間外れとされる呪法とマトリフが説明している。しかし、魔界では普通に使われており、氷炎結界呪法のように相手を弱体化させるもの、ただの物質に生命を与えるもの等、様々な種類、ジャンルの呪法がある模様。マトリフ自身も仲間を守るためにこれらに手を出し、体を壊したらしい。
フィンガー・フレア・ボムズ（五指爆炎弾）も禁呪法に近いものとされている。
生命を生み出す呪法（ハドラー、バーン）
フレイザードやハドラー親衛騎団等が、これにより生み出された。術者の性格が反映されると説明されている。
効果の近いものに、アニメオリジナル（映画オリジナル）のレゴール（岩石獣化呪文）が存在する。
バーン (ダイの大冒険)とハドラー (ダイの大冒険)を参照。
氷炎結界呪法（フレイザード&氷炎魔団）
戦場を挟む形でフレイム達が炎魔塔、ブリザード達が氷魔塔を建て、フレイザードの核に作用した結界を作る禁呪法。この中ではフレイザード以外の者は力が5分の1に低下し、呪文も使えなくなる。この結界を破るには、二つの塔を破壊しなければならない（片方を壊しただけでは解けない）。弱体化と呪文封印について、敵味方の区別が可能かどうかは不明。
なお、ある程度のレベル以上の者なら、呪文の威力は弱まるものの完全には封じられない場合もある。
凍結（フレイザード）
生命を生きたまま凍りつかせ、巨大な氷塊の中に閉じ込める。作中では、レオナが人質として封じ込められた。
魔物同士の合成
『勇者アバンと獄炎の魔王』に登場した禁呪法。複数の魔物たちを組み合わせ、新たに合成獣を生み出す。作中では、メドーサボールとミイラ男を合成した魔物と、悪魔の目玉とおおめだまを合成した魔物が登場。

### 闘気技
闘気を使用した技。
- 闘気拳
- 猛虎破砕拳
- グランドクルス

獣王痛恨撃/獣王会心撃（じゅうおうつうこんげき/じゅうおうかいしんげき）（クロコダイン）
腕に闘気を集中させ、前方に闘気の渦を放つ。ダイ達の仲間になった時、バダックの勧めにより獣王会心撃と改名。ゲーム「ドラゴンクエストシリーズ」で、敵は「痛恨の一撃」、味方は「会心の一撃」と、時々出る有効打の名称が分けられている。
獣王激烈掌（じゅうおうげきれつしょう）（クロコダイン）
バルジの大渦の中で編み出した必殺技。右腕と左腕から全く逆回転の2つの渦を放ち、両手を合わせた時にその2つの渦の中心にいるものを引き裂く。その威力はオリハルコンのシグマの片腕をねじ切るほど。
後に、ゲーム作品『ドラゴンクエストモンスターズ ジョーカー2 プロフェッショナル』において逆輸入され登場を果たした（表記は「獣王げきれつしょう」）。

闘気の剣（オーラブレード）（ノヴァ）
その名の通り刃そのものに闘気をまとわせ、威力を増幅させる技術。ノヴァはこれを用いることでオリハルコンのボディを持つヒムに裂傷を刻んでいる。またダイとの特訓中にアバンストラッシュXによって刃ごと折られてしまったが、もしも闘気剣を使っていなかったら自分の首がすっ飛んでいたとノヴァは述べている。
ノーザングランブレード（ノヴァ）
上空に飛び上がることで落下力を加えた全力の闘気剣の一撃を敵に見舞う。その際に膨れ上がった闘気が剣の形となり、大きな十字を象るのが特徴。ライデインストラッシュ級の威力らしいが、全パワーを防御に集中させたヒムには「人間で言えば柱のカドに頭をぶつけたぐらいのダメージ」と言われ、かすり傷すら負わせられなかった。

生命の剣（ノヴァ、ハドラー）
破損した武器などを媒介に、自分自身の生命力を闘気に変え刀身の形に放出する。決して折れることがないが使用すると著しく生命エネルギーを奪われるためどんどんやつれていき、やがては命を失う。ハドラーは折れた覇者の剣、ノヴァは自分で折った父親の剣を媒介にして放った。しかしロン・ベルクによれば、（ノヴァのそれは）超魔ゾンビを完全に切り裂くほどの威力はないという。
紋章閃（ダイ、バラン）
竜の騎士のみが使用できる技。浮かび上がった竜の紋章から竜闘気を圧縮して撃ちだす。人間形態における竜の騎士の必殺技。竜魔人化すると威力が上がり、山をも砕く。バランはカール王国最強の騎士ホルキンスとの剣での勝負でなかなか決着が付かず、一気に勝負をつけるためこの技を使っている。また、ホルキンスの遺体に紋章閃によってつけられた竜の形の傷跡が残っていたことから、ヒュンケルはダイとバランの関係に気付いた。
ダイはザムザに対して1度使用したほか、最終決戦で双竜紋を発現した両手での紋章閃を放った。
カラミティウォール、カラミティエンド（バーン）
いずれもバーンの技。カラミティウォールはエネルギー衝撃波を壁にして、前方に放つ技。カラミティエンドは、闘気を込めた手刀による強力な一撃。
関連技：天地魔闘の構え

#### 暗黒闘気の闘気技
超魔爆炎覇（ちょうまばくえんは）（ハドラー）
炎の暗黒闘気「魔炎気」を、魔法剣に似た形で右手の覇者の剣と身体に纏わせ、敵に突進して叩き込む。ハドラーを参照。
闘魔傀儡掌（とうまくぐつしょう）（ヒュンケル、ミストバーン、デスカール）
暗黒闘気を糸のように使い他人の体を操る。ヒュンケルもミストバーンに習って使用した。
闘魔滅砕陣（とうまめっさいじん）（ミストバーン）
闘魔傀儡掌の発展技。自身を中心として地面に暗黒闘気を蜘蛛の巣のように発生させ、周囲全ての敵に同時に闘魔傀儡掌をかける。個別にさらに傀儡掌を上乗せすることも可能。
後に『ドラゴンクエストモンスターズ ジョーカー3 プロフェッショナル』に逆輸入された。

闘魔最終掌（とうまさいしゅうしょう）（ミストバーン）
自身の暗黒闘気を全集中させた掌を敵に叩きつける。その威力にはオリハルコンでも耐えられない。
暗黒衝撃波（デスカール、ガルヴァス）
劇場版オリジナルキャラクター、デスカールが使用した技。両手から暗黒闘気を収縮した光線を放つ。ガルヴァスも同様の技を使って援護した。
暗黒闘気脱魂魔術、暗黒闘気瘴気結界魔術（デスカール）
呪文ではないが、デスカールの使用する呪文技黒闘気脱魂魔術は宝玉の中に人間の魂を抜き取り、封印する、マトリフ曰く「究極の呪文」。魂を抜かれた人間は、ある程度の時間内に魂を戻さないと死亡する。暗黒闘気瘴気結界魔術は、先述の術で抜き取った魂を中心に瘴気を発生させる。
暗黒魔術（ガルヴァス）
呪文ではないが、ガルヴァスの使用する技。名称は不明。ベルナの森の地形を変化させ、決戦場を築くのに用いた。

### カール騎士団の剣術
豪破一刀と正統の構えについては、作中では、ロカとアバンしか披露していないが、カール騎士団と設定されたコバルト・エルドラ・ホルキンスも使用できると思われる。一方で、コバルトすら言い伝えでしか聞いたことのなかった正統の構えの真髄からの最終的な奥義については、（作中の描写では）ロカしかたどり着けていない。
豪破一刀（ロカ、アバン）
『勇者アバンと獄炎の魔王』にて登場する剣技。カール騎士団正統の構えから繰り出される剣技。相手の動きを読み見切ることで、呪文と同時に、その使用者までをも切り裂ける一刀を放つ。かつてロカは師のコバルトからこの技を教わったが、完全に会得したのはヨミカイン魔導図書館での戦いの最中である。習得当初はレイラのピオラで素早さを上げてもらわねば使用できなかったが、ギュータでの修行を経て以降はロカ単独での使用が可能になっている。
パプニカにおける対キラーマシーン戦では、アバンもロカと同時に使用した。このとき、アバンとロカがほぼ同時に放っているが、アバンの一撃も深かったものの、ロカの一撃によりキラーマシンが倒されている（この勝負では、あえて豪破一刀で合わせたものの、大地斬なら自分も倒せた事（ロカ曰く負け惜しみ）をアバンが語っている）。
アバンは、ピオラ状態のロカの豪破一刀から着想を得て、アバン流海の技（海波斬など）を生み出している。
- 関連技：海波斬

正統の構え（ロカ、アバン）
豪破一刀を放つ前の基本動作。剣で地面を刺す構え。
それは、単なる基本の構えではなく、カール騎士団の最終奥義の始動に繋がると言い伝えられている。
正統の構えの真髄（ロカ）
決死の覚悟とともに、地に剣を刺すことで、武鋒円（自らの剣が届く範囲内の円）に、己の全ての闘気を張り詰めてから攻撃を繰り出す技である、カール騎士団伝説奥義の武鋒・豪破一刀を繰り出す。

### その他の剣技・槍技
ブラッディースクライド（ヒュンケル）
ヒュンケルのオリジナル技で、武器を持つ手をドリルのように高速回転させ敵を一気に貫く。刺突技であるため剣でも槍でも使用可能。詳細はヒュンケルを参照。
星皇十字剣（ロン・ベルク）
ロン・ベルクが極めた魔界最強の剣技の奥義。全力を込めた二刀で、敵を十字に切り裂く。破壊力は絶大だが、あまりの威力に通常の剣では耐え切れずに一回の使用で完全に砕け散る上、剣を振るった両腕も再生能力の強い魔族でさえ数十年使い物にならなくなる傷を負うことになる。ロン・ベルクが武器職人を始めたのはこの技に耐えうる武器を作るためで、この技を使用するにあたって自身の専用武器「星皇剣」を製作している（ただし「星皇剣」は未完成）。
ハーケンディストール（ラーハルト）
超高速回転させた槍から真空波を放つ槍術奥義。大ジャンプから真下に繰り出すタイプと、突進して複数の敵を斬り捨てるタイプがある。その威力たるや凄まじく、ヒュンケルの鎧の魔剣を一撃で大破させ、オリハルコン製のポーン軍団数体を一瞬で両断して見せた。
不動地獄剣（ふどうじごくけん）（バルトス）
地獄の騎士バルトスが、地獄門に辿り着いた勇者アバンとの一騎討ちの終盤で繰り出した得意技。本来は六本の剣を持つバルトスが剣を三本に絞って、一撃の威力を増して三段構えで相手の攻撃を迎え撃つ構えだが、その技を見抜いたアバンが不動地獄剣の一撃目だけでなく二・三撃目まで束ねる程の超威力を込めた大地斬によって押し切ったことで、続いての海波斬でバルトスの残る三本の剣を弾き飛ばして勝利する。

### 息
原作ゲームでは、特技に該当する。
焼けつく息（ヒートブレス）（クロコダイン）
原作ゲームにおいても登場する技。口から放出する息で、浴びた者を麻痺させる効果がある。奥の手としており、クロコダインはあまりこの技を使わない模様。強烈な熱もあるようで、作中ではシグマのシャハルの鏡で反射されたマヒャドによって凍りついたダイ達を救うという使い方もされていた。
凍てつく息（コールドブレス）（ボラホーン）
トドマン族が使用できる特殊能力。その威力はマヒャドに匹敵し、ポップのメラゾーマを無効化した。

### 罠
主にキルバーンが使用。以下の技の詳細は、キルバーン (ダイの大冒険)を参照。
キル・トラップ（殺しの罠）（キルバーン）
大魔宮にしかけられた、トランプの数だけ存在する罠。「殺しの罠」「死の罠（256話）」と表記が異なる。劇中では魔界最強の炎を召喚し標的を八方から包み焼く「◇の9（ダイヤ・ナイン）」を、ダイとハドラーに使用。
ファントムレイザー（キルバーン）
頭部の飾りに仕込まれた13本の見えない刃で敵を囲む。1本ずつでも13本まとめてでも放てる。
バーニングクリメイション（キルバーン）
便宜上、「罠」に含んでいるが、上記２つと異なり、戦闘時の「技」である。奥の手の技であり、自身の身体の一部を切り離し、魔界のマグマと同じ成分の自身の血液に魔法力で点火し大火球を生み出し、投げつける。

### 天地魔闘の構え
天地魔闘の構え（バーン）
バーンのコンビネーション技。相手の攻撃に対し「天」「地」「魔」の三動作を一瞬で繰り出し、粉砕するカウンター技。
- 「天」（攻撃：カラミティエンド）
- 「地」（防御：フェニックスウイング：後述）
- 「魔」（魔法使用：カイザーフェニックス）

技について詳しくは、バーン (ダイの大冒険)を参照。
フェニックスウイング（バーン、ミストバーン）
超高速で放つ掌撃。スピードのあまりに摩擦で炎が上がる。その威力によって発生するおそらくは衝撃波によって、あらゆる呪文は弾き返され、攻撃もほとんど全ての攻撃を止められる。魔法剣に対して行った場合は、剣にかけた呪文を完全に無力化して受け止める。直接呪文に接触して弾くのではなく、衝撃波で弾くのでメドローアも対象外ではない。ミストバーンも、ポップのメドローアを弾く為に使用した。

### マキシマムの技
マキシマムの技。データベースアクセスや解析など、機械的な処理が多い。
アクセス（検索）
悪魔の目玉が収集し、マキシマムの頭脳に蓄積した過去の魔王軍の戦闘データを参照できる。
キングスキャン
マキシマムの目が光って、対象のヒットポイント（HP）残量をスキャンする。
スーパースキャン
対象の身体状況（骨や筋肉の状況など）をスキャンする。原点がゲームらしく、HP1などと表示されていた。

### その他
地獄の爪、地獄の鎖（ハドラー）
地獄の爪（ヘルズクロー）はハドラーが格闘戦時に頻繁に使う技。拳を握った状態で手の甲の骨を魔力で硬質化させ、4本の爪状に伸ばして攻撃する。左右どちらの腕でも可能。ハドラー自身の格闘能力と相まって攻撃力は非常に高く、オリハルコンに次ぐ強度を誇る金属で出来た「鎧の魔剣」の鎧部分を貫いてしまうほど。従来は両腕で地獄の爪を使う戦闘スタイルが主だったが、超魔生物になってからは（右腕は覇者の剣を使うため）空いた左腕のみで使用することも多かった。
地獄の鎖（ヘルズチェーン）は、超魔生物になってからの新しい技。地獄の爪と同じく自らの手の骨を魔力で硬質化させ伸ばして形成した鎖を左手首から射出する。鎖の各節が鋭い刃になっていることもあって、相手にぶつけたり縛ることでダメージを与えられる。ハドラー自身は攻撃の補助用として使用していた。
氷炎爆花散、弾岩爆花散（フレイザード）
氷炎～は自身を大きく弾け飛ばして周囲をなぎ払う。使用後はすぐ元の姿に戻る。氷炎結界呪法を使うための部下への合図でもあった。
弾岩～は氷炎爆花散と似ているが、こちらはすぐには元の姿に戻らず、継続的に自身の肉体である炎と氷の2種の岩石の嵐で敵を殲滅するが、フレイザード自身の生命も著しく消耗する。ボディの岩を砕いても無意味で、片方を呪文で攻撃してももう片方が無力化してしまう。破る方法は、無数の岩に潜む核（コア）を破壊するか、再合体した時に攻撃するしかない。
超魔ゾンビ（ザボエラ）
ザボエラが超魔生物の欠点（改造者の生命力を著しく消耗する、再生能力が高い点を逆用される閃華裂光拳に弱い）を克服し自らの切り札とするため開発した"究極の超魔"。「自身は傷つかず、一方的に相手をいたぶりたい」というザボエラの理想を体現したものである。大魔宮に乗り込んだダイ達以外の、地上に残った戦士達を圧倒した。
超魔生物と異なり自身を改造せず、あらかじめ特殊な処置を施したモンスター達を殺して死体にした上で魔法玉のような物を打ち込み、「超魔合成」の掛け声とともに魔法力で合成して死肉の集合体とし、出来上がった肉体に入り込み内部から魔力で操るというもので、モンスターの死体を材料にしたパワードスーツのようなものとなっている。
痛覚の無い死体なので受けた痛みは内部の操縦者には届かず、生命活動を行っていないためマホイミや、それと同様の効果を利用した閃華裂光拳も効かない。凝縮された死肉はゴムのように衝撃を吸収し、肉体に充満する毒素が触れた物質を腐食・破壊するため、通常の武器による攻撃もほとんど通用しない。また、ゾンビの弱点である火炎攻撃に対しても高い耐性を誇る。
クロコダインを上回る巨体と、パワーを活かした格闘戦を主体に戦う（操縦に魔力を使うため使用時は魔法が使えない）。武器は両手首の骨の刃・ボーンスキュラ。
弱点が無いため倒すには、肉体をその強度を上回る攻撃で破壊し、露出した操縦者を直接倒す以外に無いが、達成するには「ダイの剣」級の攻撃力が必要とされる。地上に残った戦士達でこれが可能なのは、ロン・ベルクの「星皇十字剣」のみであった。
ビュートデストリンガー、デストリンガー・ブレード（ミストバーン）
ビュートデストリンガーは超高速で伸びる指で敵を貫く。左右合わせて10本の指全てで使用可能で仮に切られても即座に再生可能。
デストリンガー・ブレードは手刀を構えて指をビュートデストリンガーの要領で長く伸ばし、1つに併せて刃を形成する。両手で可能な技で、二刀流状態になる。威力・切れ味はビュートデストリンガーと同じ。
毒素、毒牙の鎖、魔香気（ザボエラ）
体を流れる数百種の毒を瞬時に状況に適したものに調合、爪から相手に注入する。毒の種類は豊富で神経毒から相手を操る毒まで多彩。毒牙の鎖は魔力を込めた毒入りのペンダントが付いた鎖を持って振り回し、敵に投げつける。そして光弾となって敵を貫き、直撃せずとも、一かすりで死にまで至る猛毒が回る。
魔香気は甘い香りを周囲にまき散らし、吸い込んだ相手を眠らせる。竜の血でパワーアップして蘇ったポップに対してそうだったように、相手のレベルによっては効果が薄いこともある（これは作中でのラリホーも同等）。
豪魔六芒槍（ガルヴァス）
劇場版オリジナルキャラクター、ガルヴァスが使用した技。六つの魔法玉を操り、槍状のエネルギーを形成して投げつける。わずか一撃でヒュンケルたちを追い詰めるが、二発目はマァムの魂の力を得たダイと鎧の魔剣を用いたアバンストラッシュによって破られる。